# Bajo Baudó
Bajo Baudó è un comune della Colombia facente parte del dipartimento di Chocó.
Il centro abitato venne fondato nel 1821, mentre l'istituzione del comune è del 1825.